# Возвращение братства кольца в две башни
«Возвращение братства кольца в две башни» (англ. The Return of the Fellowship of the Ring to the Two Towers) — эпизод 613 (№ 92) сериала «Южный Парк», премьера которого состоялась 13 ноября 2002 года. Этот эпизод является одним из десяти попавших на DVD South Park: The Hits. Сюжет и поведение персонажей серии являются пародией на трилогию «Властелин колец».

## Сюжет
Стэн, Кайл и Картман играют во «Властелина Колец». Когда на них едет грузовик, Картман, изображающий Гэндальфа, восклицает: «Стой, чудовище, перед тобой великий маг Мультилох!». Грузовик объезжает ребят, и Картман говорит: «Вот как все меня боятся». После этого ребята идут к Стэну — ведь его родители взяли в прокате вторую часть «Властелина колец». Они просят детей отнести кассету с фильмом Стотчам, так как Баттерс его ещё не смотрел. Мальчики воспринимают это как ответственное задание («Ты отправляешь нас в Поход?»).
Когда мальчики уходят, родители Стэна решают посмотреть взятый Рэнди в том же прокате порнофильм «Шлюхи из подворотни 9», описанный как «самое жёсткое порно из когда-либо снятого». К своему ужасу они понимают, что Рэнди перепутал кассеты и порно оказалось у ребят.
Рэнди и Шерон едут к дому Стотчей, но по дороге встречают ребят, уже отдавших кассету Баттерсу и возвращающихся домой. Рэнди решает сыграть на воображении мальчиков и просит их вернуть кассету, так как она «обладает злой властью». Взволнованные, ребята с нетерпением возвращаются к Стотчам. Они забирают кассету, но выясняется, что Баттерс успел посмотреть фильм и теперь впал в одержимость. Баттерс предлагает ребятам свою помощь, но Кайл заявляет, что для этого он должен играть во «Властелина Колец». Принявший за «Властелина Колец» просмотренный порнофильм, он набрасывается на Кайла, но тот отбивается, и ребята уходят без Баттерса. Не принятый в игру и лишённый кассеты, Баттерс начинает вести себя как Голлум, называя кассету «моя преле-с-с-с-ть».
Видя, что мальчиков уже долгое время нет, родители Стэна начинают волноваться. Заметив странное поведение Баттерса, они решают, что мальчики тоже посмотрели фильм. Марши и Стотчи обзванивают других родителей и отправляются на поиски детей, чтобы объяснить им то, что они могли увидеть на кассете.
Возвращаясь домой, ребята сталкиваются с шестиклассниками, которые замечают, что на кассете записан порнофильм. Несмотря на попытки шестиклассников отнять фильм, ребятам удаётся сбежать, после чего они решают отнести кассету Верховному эльфу Фарагону (Клайду). На совете, на котором присутствуют большинство учеников четвёртого класса в костюмах персонажей «Властелина колец», решено выбрать одного из участников, который должен будет в течение нескольких минут смотреть фильм, чтобы определить «мощь» кассеты. Талангар Чёрный (Токен) вызывается добровольцем и уходит в дом. Очень быстро он возвращается и без объяснения причин объявляет: «Всё, больше я не играю».
Убедившись в мощи кассеты, совет решает, что кассету следует вернуть в видеопрокат «Две башни», в место, «откуда это явилось», для чего создаётся «Братство Властелина колец», состоящее из Стэна, Кайла, Картмана, Крэйга, Джимми и неназванного младшеклассника (вероятно, Филмора).
«Братство» направляется в прокат, но по дороге снова сталкивается с шестиклассниками. Джимми собирается их задержать, пытается сказать: «вы не пройдёте», но заикается на последнем слове, и шестиклассники всей толпой проезжают, цепляя его велосипедами. Впоследствии, когда мимо проезжают родители, Джимми объясняет им, куда направились ребята; взрослые бросаются за детьми, оставляя израненного Джимми на том же месте. Тем временем, решив присоединиться к детям, играющим в Гарри Поттера, «братство» покидают Крэйг и младшеклассник.
Ребята не могут найти прокат. Баттерс, который шёл за ними всё время, предлагает указать им путь в обмен на «прелесть». Вскоре они находят прокат, однако им приходится спасаться от шестиклассников. Мальчики пытаются выкинуть кассету в окно приёма, но Баттерс хватается за неё и отказывается отпускать. Тогда Кайлу приходится бросить кассету вместе с Баттерсом. Взбешённые шестиклассники собираются избить мальчиков, однако убегают, когда видят родителей главных персонажей. Те начинают объяснять мальчикам о сексе, в частности, об урофилии и различных сексуальных позициях. Мальчики, которые так и не посмотрели кассету, шокированы и подавленно молчат. В конце эпизода видно, как Баттерс сжимает свою «прелесть», находясь среди других фильмов в ящике для сданных кассет.

## Параллели с Властелином Колец
Эпизод является пародией на трилогию П. Джексона, о чём свидетельствуют схожесть сюжета и множества событий, а также само название эпизода, включающее в себя элементы названий всех трёх фильмов.

### Персонажи
- Стэн — Фродо (но он это отрицает, в начале серии назвав себя странником, так что он, возможно, Арагорн)
- Кайл — Сэм (сам Кайл называет себя паладином)
- Картман — Гэндальф
- Клайд — Элронд
- Джимми — возможно, Боромир, хотя в ситуации с шестиклассниками он повторяет слова Гэндальфа в схватке с Балрогом
- Крэйг — Арагорн
- Джейсон — Леголас
- Тимми — скорее всего, эльф
- Твик — воин расы людей
- Баттерс — Голлум
- Дуги — неизвестен, уходит с совета
- Айк — неизвестен, уходит с совета
- Филмор (младшеклассник) — Гимли
- Пип — возможно Леголас; так или иначе, он изображает какого-то эльфа
- Шестиклассники — назгулы, армия орков и Балрог
- Кевин — имперский штурмовик (хотя это персонаж Звёздных войн, а не Властелина колец, на что ему и указывает Картман, говоря укоризненно: «Кевин… Ну, твою же мать…»)
- Токен — неизвестен, уходит с совета

### События
- Скрываясь от шестиклассников, среди которых, кстати, можно увидеть Скотта Тенормана, ребята прячутся под большим корнем, что является прямой отсылкой на первую встречу хоббитов с назгулами в «Братстве кольца».
- В сцене, когда шестиклассники садятся на свои велосипеды, на заднем плане можно заметить здание с надписью «More Doors Doors» (читается так же, как «Mordor’s Doors»), что является намёком на Мордор.
- Когда ребята приходят в дом Клайда, Картман говорит: «Bellog». Похожее слово «Mellon» (друг) использует Гэндальф для того, чтобы попасть в копи Мории.
- Совет во дворе Токена — это пародия на совет Элронда. Во время совета Стэн восклицает: «Я готов отнести это», а Картман закрывает глаза и мрачнеет. Стэн повторяет фразу, произнесённую Фродо во время совета, а реакция Картмана напоминает реакцию Гэндальфа в экранизации Питера Джексона.
- Ребята, убегая от шестиклассников, пересекают реку. Это похоже на то, как Арвен спасла Фродо от назгулов. Но так как шестиклассники поехали искать мост, то это так же похоже на бегство хоббитов от назгулов и переправку на пароме.
- Сцена, в которой Баттерса кидают в ящик возврата, напоминает падение Голлума в лаву с Кольцом в руках.

## Факты
- В проморолике, крутившемся на Comedy Central, Картман обзывает играющих в Гарри Поттера детей «Dorks» (можно перевести как «тупицы»). Это было сделано, поскольку ролик крутился во время показа передач с «мягким» рейтингом; в самом эпизоде он говорит «Fags» («пидоры»).
- Короткий видеофрагмент, который можно увидеть, когда Стэн с друзьями приходит взять кассету у Баттерса, и звуки из фильма, которые можно услышать, взяты из настоящего порнофильма компании Vivid Entertainment[1].
- Когда шестиклассник собирает орду шестиклассников, можно увидеть, что среди них присутствует Скотт Тенорман — восьмиклассник, родители которого были убиты Картманом в эпизоде «Скотт Тенорман должен умереть».